# Cora (fusée)
Pour les articles homonymes, voir Cora.

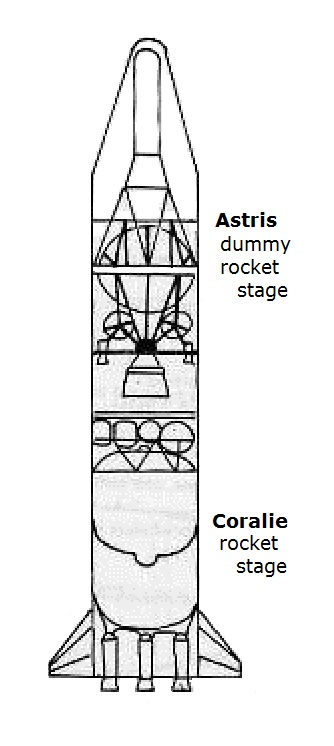
Diagramme de la fusée Cora,

Fusée Cora.

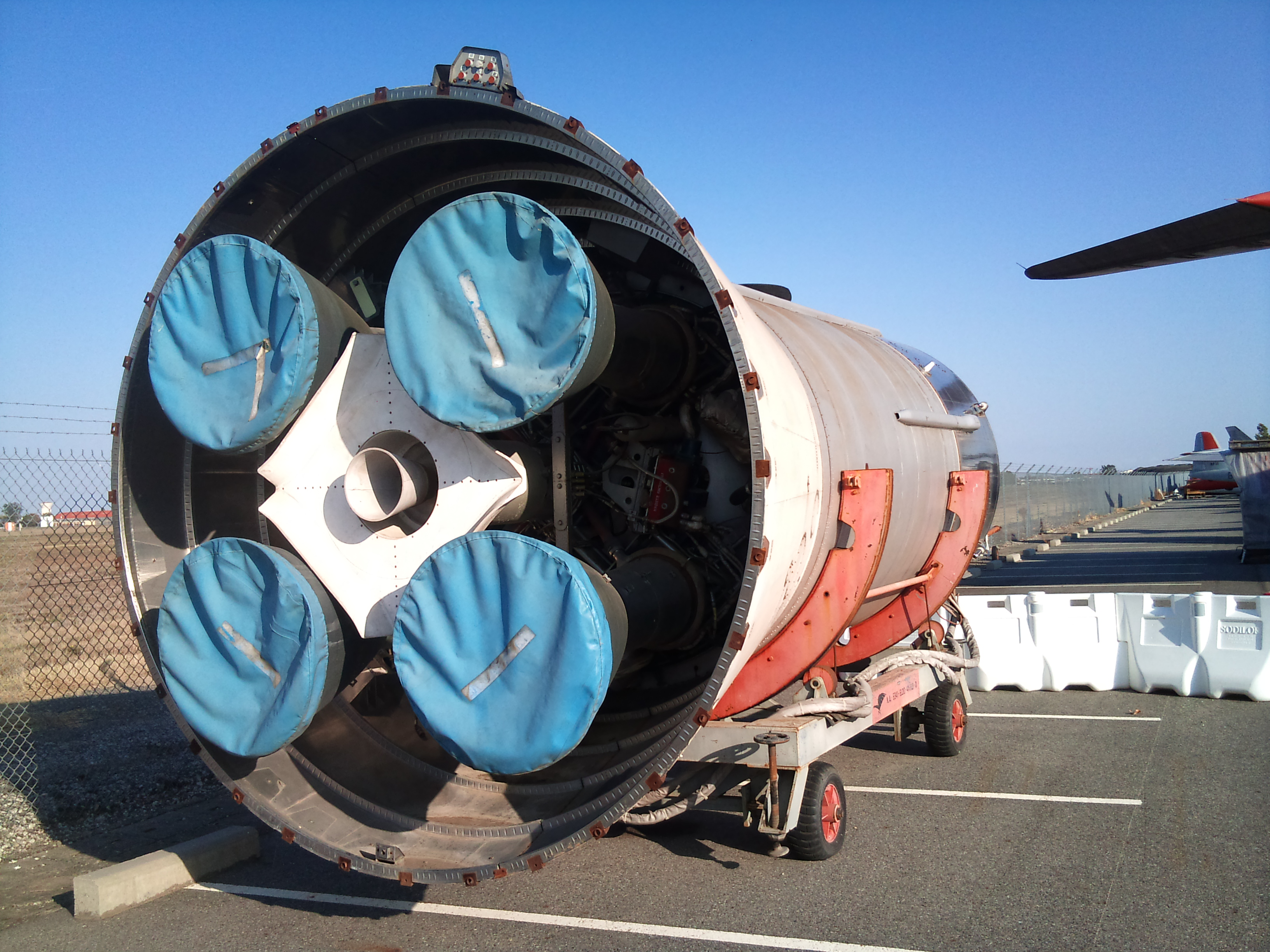
Étage Coralie

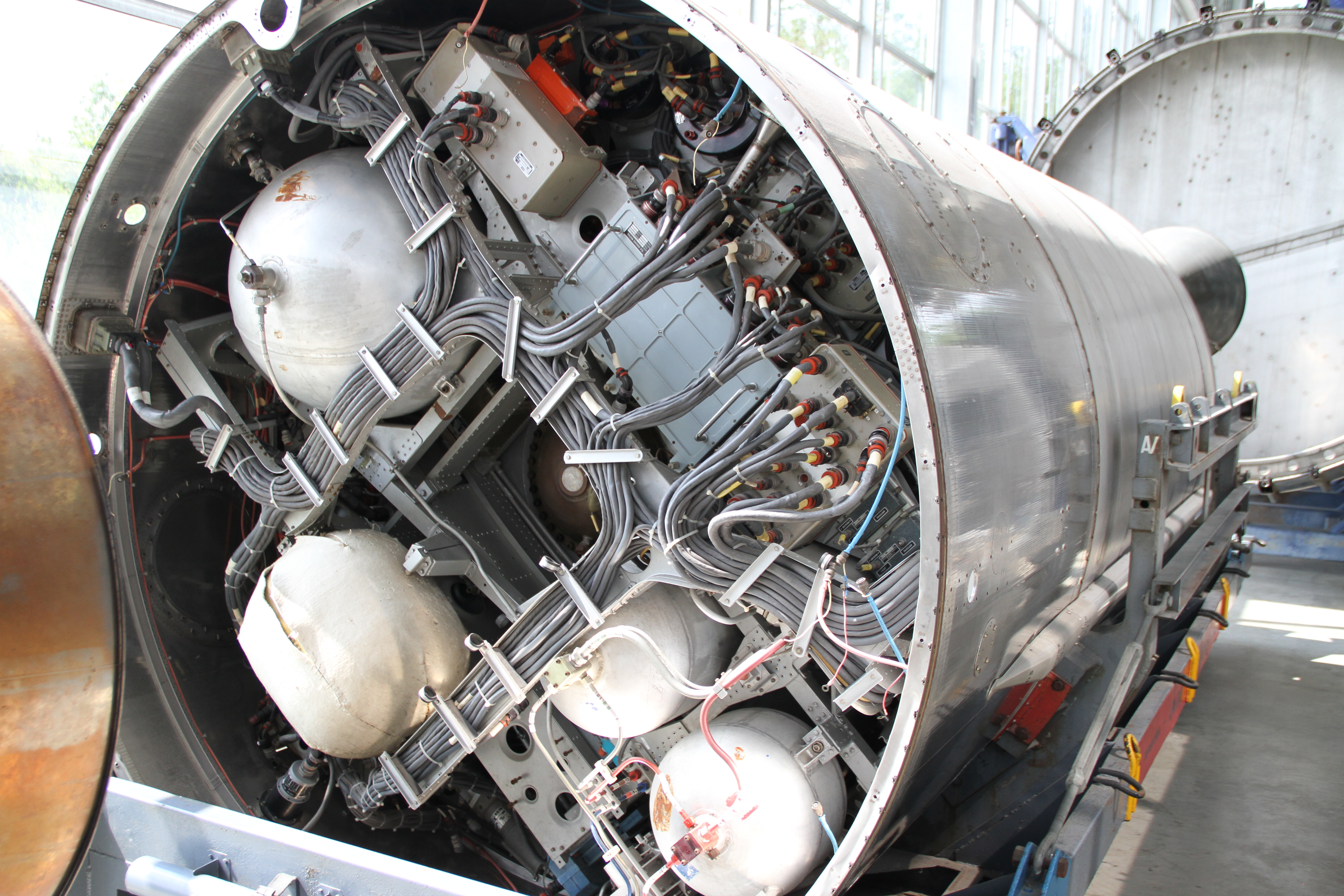
Étage Coralie

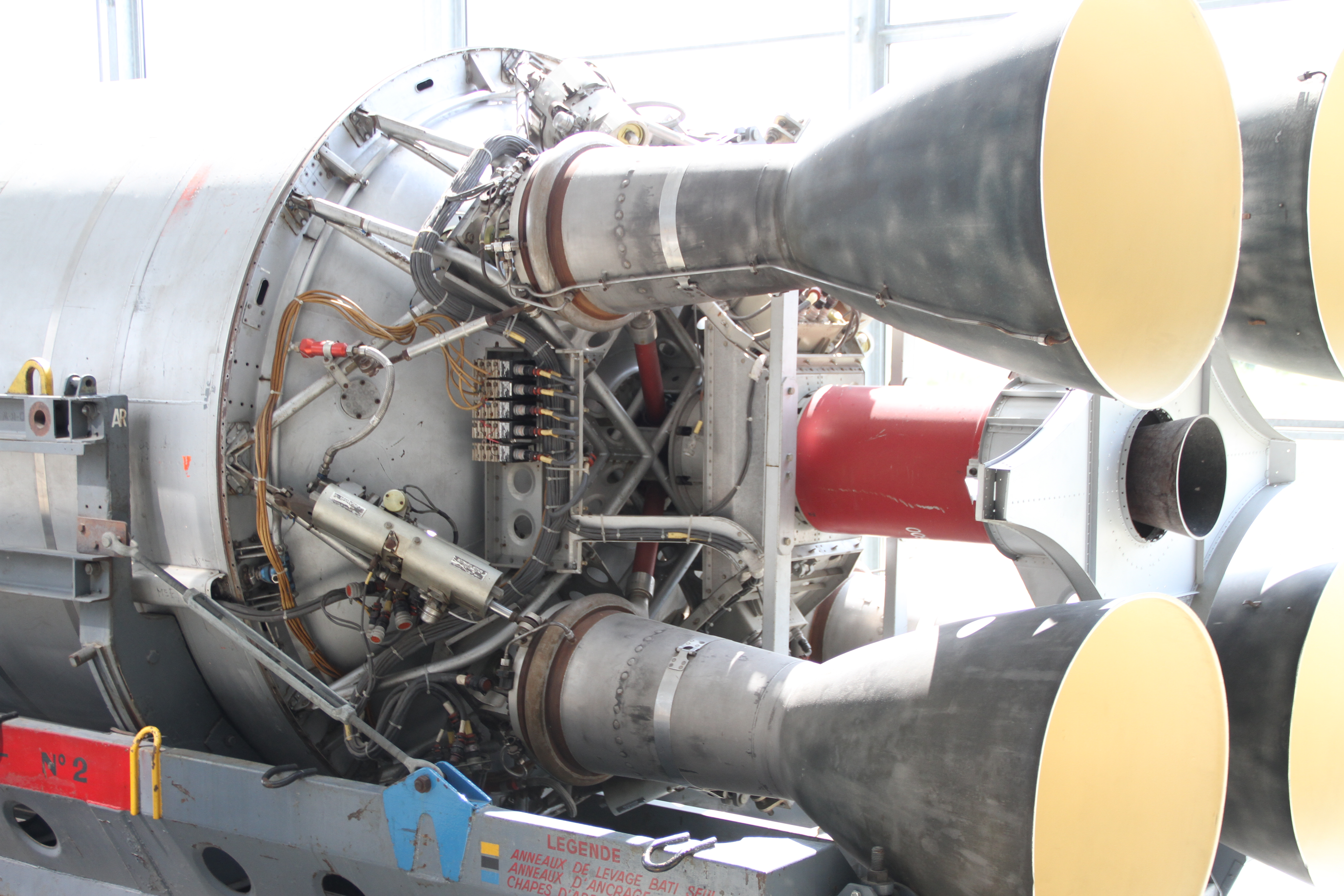
Étage Coralie

Cora est une fusée expérimentale de construction française permettant de tester des composants de l'étage Coralie pour le projet de fusée européenne Europa. 
La fusée était composée d'un premier étage Coralie réalisé par la France, d'un deuxième étage Astris réalisé par l'Allemagne et d'une coiffe réalisée par l'Italie. La version Cora 1 possédait seulement un étage actif. Une deuxième version Cora 2 fut projetée avec deux étages actifs, mais elle n'a jamais été fabriquée.   

## Lancements
Il fut effectué trois lancements sous la responsabilité du capitaine Roger Fulbert.  Les deux premiers furent effectués depuis la rampe lancement Béatrice, au Centre interarmées d'essais d'engins spéciaux.  La troisième fusée fut lancée de Biscarrosse :
- Le premier lancement, le 27 novembre 1966, fut un échec. Le centre d'étude perdit le contrôle 62 secondes après le lancement.
- Le deuxième lancement, effectué le 18 décembre 1966, fut réussi. La fusée atteignit 55 km de hauteur.
- La troisième et dernière fusée fut lancée le 25 octobre 1967. Ce fut un échec en raison d'un problème de câblage.

## Caractéristique
Le premier étage de la fusée Cora avait une longueur de 5,5 mètres et un diamètre de 2 mètres. Elle pesait 9,85 tonnes.
- Altitude maximale :  55 km
- Poussée de démarrage : 220 kN
- Impulsion spécifique (dans le vide): 280 s
- Masse totale : 16,5 tonnes
- Diamètre du corps: 2,01 m
- Longueur: 11,5 m
- Carburant: peroxyde d'azote et UDMH.